# Winners Open
Winners Open a fost un turneu de tenis care s-a jucat la Cluj-Napoca, România. Singura ediție a turneului a avut loc în august 2021. A făcut  parte din WTA Tour și a fost clasificat ca turneu WTA 250.
Turneul s-a desfășurat la Winners Sports Club pe terenuri de zgură, în aer liber.

## Rezultate

### Simplu
| An   | Campioană       | Finalistă    | Scor     |
| ---- | --------------- | ------------ | -------- |
| 2021 | Andrea Petkovic | Mayar Sherif | 6–1, 6–1 |

### Dublu
| An   | Campioane                    | Finaliste                    | Scor     |
| ---- | ---------------------------- | ---------------------------- | -------- |
| 2021 | Natela Dzalamidze Kaja Juvan | Katarzyna Piter Mayar Sherif | 6–3, 6–4 |